# نینا کمپانز
نینا کمپانز (فرانسوی: Nina Companeez‎؛ ۲۶ اوت ۱۹۳۷ – ۹ آوریل ۲۰۱۵) فیلم‌نامه‌نویس، کارگردان فیلم، نمایشنامه‌نویس، و نویسنده اهل فرانسه بود.
از فیلم‌ها یا برنامه‌های تلویزیونی که وی در آن نقش داشته‌است، می‌توان به بنجامین و سوارکار روی بام اشاره کرد.
وی همچنین برندهٔ جوایزی همچون لژیون دونور (فرمانده) شده‌است.